# Paweł Adamowicz
Paweł Bogdan Adamowicz (Gdańsk, 1965. november 2. – Gdańsk, 2019. január 14.) lengyel jogász, önkormányzati tisztségviselő, politikus. 1990 és 1993 között a Gdański Egyetem rektorhelyettese, 1994–1998 között a Gdański Városi Tanács elnöke, 1998-től 2019-es meggyilkolásáig Gdańsk polgármestere volt.

## Élete
Adamowicz 1965-ben született, a neves szocialista közgazdász Ryszard Adamowicz második gyermekeként. Általános iskolai és középiskolai tanulmányait is Gdańskban végezte. Középiskolás korában csatlakozott a Szolidaritás Független Szakszervezethez, és 1984–1986 között a Jedynka című földalatti hallgatói magazint szerkesztette és terjesztette. 1984–1989-ben a Gdański Egyetem Jogi és Adminisztrációs Karán tanult, ahol jogi diplomát szerzett. 
1990-től 1994-ig Gdańsk város önkormányzati tisztségviselőjeként, 1994-től 1998-ig a városi tanács elnökeként dolgozott. 1998-ban megválasztották Gdańsk polgármesterének, és azóta többször újraválasztották (a 2002-es polgármesteri választáson a szavazatok több mint 72%-át szerezte meg). Gdańsk város polgármesteri tisztségét haláláig betöltötte. 1999-ben feleségül vette Magdalena Abramska ügyvédet és egyetemi tanárt, akitől két lánya született, Antonina (2003) és Teresa (2010).

## Halála
2019. január 13-án, a gdański Targ Węglowy téren a 27. Karácsonyi Jótékonysági koncerten Paweł Adamowicz polgármester a színpadon tartózkodott az előadók és a szervezők társaságában, amikor 19:55-kor a 27 éves Stefan W. felment a színpadra, és egy késsel többször megszúrta a politikust. Adamowiczot a Gdański Orvosi Egyetem kórházába szállították, ahol ötórás műtétet hajtottak végre rajta, az életét azonban nem tudták megmenteni, másnap (2019. január 14-én)  elhunyt.

## Fordítás
- Ez a szócikk részben vagy egészben  a   Paweł Adamowicz című angol Wikipédia-szócikk fordításán alapul.  Az eredeti cikk szerkesztőit annak laptörténete sorolja fel. Ez a jelzés csupán a megfogalmazás eredetét és a szerzői jogokat jelzi, nem szolgál a cikkben szereplő információk forrásmegjelöléseként.
- Ez a szócikk részben vagy egészben  a   Paweł Adamowicz című lengyel Wikipédia-szócikk fordításán alapul.  Az eredeti cikk szerkesztőit annak laptörténete sorolja fel. Ez a jelzés csupán a megfogalmazás eredetét és a szerzői jogokat jelzi, nem szolgál a cikkben szereplő információk forrásmegjelöléseként.

## További hivatkozások
- Hivatalos honlap